# Metallic K.O.
Metallic K.O. — концертный альбом американской протопанк-группы The Stooges, вышедший в 1976 году.
В 2013 году журнал Classic Rock включил альбом в список «Концертных альбомов, которые изменили мир».

## Об альбоме
В своей первоначальной форме альбом содержал заключительную половину концерта группы в Мичиганском Дворце Детройта (шоу состоялось 9 февраля 1974 года), это было последнее выступление The Stooges до воссоединения коллектива в 2003 году. Концерт был примечателен высоким уровнем враждебности аудитории, группу постоянно забрасывали кусочками льда, яйцами, пивными бутылками и драже, в частности, в ответ на оскорбления Игги Попа.
Последующие исследования лент записи и выпуск двойного альбома «Metallic 2X K.O.» показывают, что оригинальный альбом содержал вторую половину шоу (9 февраля 1974 года), и начинался с первой половины другого шоу (от 6 октября 1973 года) на том же месте. «Metallic 2X K.O.» версия имеет оба полных концерта 1973 и 1974 года.

## История
Альбом был записан на катушечный магнитофон Майклом Типтоном, позже запись приобрел Джеймс Уильямсон. Рассматривая причастность к записи Уильямсона, и одобрение Игги, пластинку считали «полуофициальным» бутлегом, который выпустили на лейбле Skydog в 1976 году.
Альбом состоит в основном из ранее неизданного материала. Студийные демо и репетиционные записи некоторых песен позже появились на такой же полуофициальной посмертной компиляции The Stooges.
Альбом оказался популярным, благодаря выпуску в первую эпоху панк-рока и The Stooges, растущую легенду протопанка. «Metallic K.O.» превзошёл по продажам официальные альбомы группы, было продано более 100000 копий в Америке за первый год.

## Музыкальный стиль
Альбом примечателен вульгарным исполнением песни «Louie, Louie», которая очень отличается от оригинальной версии. В целом, игра на альбоме «рваная», неровная — так, в ходе песни «Rich Bitch» группа выходит из ритма, каждый играет сам по себе, и Игги пытается вернуть их в ритм песни: «Оставьте только ударные! Это все, что мы сейчас можем сделать, — отбивай ритм на барабанах!». Постепенно под этот ритм подстраиваются все участники команды. В дополнение к постоянным участникам The Stooges: Игги Попу, Рону Эштону (бас-гитара), Скотту Эштону (ударные) и Джеймсу Уильямсону (гитара), в её состав на альбоме вошёл Скотт Тёрстон на фортепиано, который стал официальным членом группы на этом инструменте.

## Комментарий Лестера Бэнгса
В эссе «Iggy Pop: Blowtorch in Bondage» критик Лестер Бэнгс описывает концерт The Stooges, на котором он непосредственно присутствовал и на котором был записан альбом «Metallic K.O.»:
Аудитория, состоявшая в основном из байкеров, была необычайно враждебна, и Игги, как обычно, подливал масла в огонь: враждебность пропитывала его и он выплёскивал её обратно в каком-то жутком, пугающем симбиозе. «Ладно», - сказал он, наконец, остановив песню на полуслове. - Вы уроды, хотите услышать „Louie Louie“? - «Хорошо, вот вам „Louie Louie!“». И The Stooges сыграли 45-минутную версию „Louie Louie“, с измененными словами - Игги сочинял их на ходу: «Вы мне задницу лизать будете/Вы, байкеры - педики и неженки...».

Ненависть в зале поднималась одной огромной багровой волной. Игги выбрал одного крикуна, который был особенно нахален: «Слышь, урод, если перебьешь меня ещё раз, я спущусь и надеру твою задницу». «Пошёл нахрен, молокосос-панк» - ответил байкер. Тут Игги спрыгивает со сцены, пробирается в середину зала, и байкер выбивает из него все дерьмо... - в общем, в тот вечер все эти музыкальные торжества окончились тем, что фронтмен был отправлен в свой номер в сопровождении врача. Я ушёл в раздевалку, столкнулся там с менеджером клуба, предлагавшего избить любого члена группы, который наймет его. А на следующий день банда байкеров, называвших себя «Scorpions», звонят на станцию «WABX-FM» и обещают убить Игги и The Stooges, если они будут играть в Мичиганском Дворце в четверг вечером. Но ребята отыграли концерт, как ни в чём ни бывало, и никто не был убит, а «Metallic K.O.» стал единственным рок-альбомом из всех, что я знаю, где можно услышать, как брошенные пивные бутылки бьются о струны гитар.Оригинальный текст (англ.)The audience, which consisted largely of bikers, was unusually hostile, and Iggy, as usual, fed on that hostility, soaked it up and gave it back and absorbed it all over again in an eerie, frightening symbiosis. "All right," he finally said, stopping a song in the middle, "you assholes wanta hear 'Louie, Louie,' we'll give you 'Louie, Louie'. So the Stooges played a forty-five-minute version of "Louie Louie," including new lyrics improvised by the Pop on the spot consisting of "You can suck my ass / You biker faggot sissies," etc.

By now the hatred in the room is one huge livid wave, and Iggy singles out one heckler who has been particularly abusive: "Listen, asshole, you heckle me one more time and I'm gonna come down there and kick your ass." "Fuck you, you little punk," responds the biker. So Iggy jumps off the stage, runs through the middle of the crowd, and the guy beats the shit out of him, ending the evening's musical festivities by sending the lead singer back to his motel room and a doctor. I walk into the dressing room, where I encounter the manager of the club offering to punch out anybody in the band who will take him on. The next day the bike gang, who call themselves the Scorpions, will phone WABX-FM and promise to kill Iggy and the Stooges if they play the Michigan Palace on Thursday night. They do (play, that is), and nobody gets killed, but Metallic K.O. is the only rock album I know where you can actually hear hurled beer bottles breaking against guitar strings.

## Список композиций
Все песни написаны Игги Попом и Джеймсом Уильямсоном, за исключением отмеченных.

### Оригинальное издание (1976)
Было очень много различных изданий альбома «Metallic K.O.» на протяжении многих лет, на различных бутлегах. Этот список композиций основан на первом выпуске, 1976 Skydog LP.
Все композиции были записаны в Мичиганском Дворце в Детройте. Одна сторона был записана 6 октября 1973; сторона два была записана 9 февраля 1974. Этот концерт 1974 года, был последним для The Stooges, до воссоединения группы в 2003 году.

#### Сторона один
1. Raw Power (5:29)
2. Head On (7:23)
3. Gimme Danger (6:45)

#### Сторона два
1. Rich Bitch (10:52)
2. Cock in My Pocket (3:21)
3. Louie Louie (Richard Berry) (3:24)

### Metallic 2X K.O. (переиздание, 1988)
Эта расширенная версия альбома включает в себя оба полных концерта 1973 и 1974 годов. Финальный концерт (1974), записан на стороне один и два; концерт 1973 года, записан на стороне три и четыре.

#### Сторона один
1. Heavy Liquid (3:24)
2. I Got Nothin' (4:29)
3. Rich Bitch (11:46)

#### Сторона два
1. Gimme Danger (8:12)
2. Cock in My Pocket (7:08)
3. Louie Louie (Richard Berry) (3:42)

#### Сторона три
1. Raw Power (5:48)
2. Head On (8:31)
3. Gimme Danger (7:11)

#### Сторона четыре
1. Search and Destroy (8:34)
2. Heavy Liquid (9:52)
3. Open Up and Bleed (3:52)

## Участники записи
- Игги Поп — вокал
- Джеймс Уильямсон — гитара
- Рон Эштон — бас
- Скотт Эштон — ударные
- Скотт Тёртсон — фортепиано